# Thelypteris aspidioides
Thelypteris aspidioides är en kärrbräkenväxtart som först beskrevs av Wiild., och fick sitt nu gällande namn av R.M. Tryon. Thelypteris aspidioides ingår i släktet Thelypteris och familjen Thelypteridaceae. Inga underarter finns listade.